# Monnina hirta
Monnina hirta là một loài thực vật có hoa trong họ Polygalaceae. Loài này được (Bonpl.) B. Eriksen mô tả khoa học đầu tiên năm 2000.